# Kurt-Hübner-Preis
Der Kurt-Hübner-Preis ist eine seit 1996 von den Bremer Theaterfreunden e. V. verliehene Auszeichnung, die binnen kurzer Zeit einen hohen Stellenwert erreichte. Geehrt wird eine künstlerisch besonders herausragende Leistung am Theater Bremen. In der Regel wird der Preis an einzelne Künstler verliehen. Jeweils einmal wurde das Kinder- und Jugendtheater Moks und die Musiktheatersparte gemeinsam mit den jeweiligen künstlerischen Leitungen ausgezeichnet. Einmalig wurde der Preis an eine Inszenierung und deren Regisseur verliehen.
Benannt ist die Würdigung nach Kurt Hübner, der von 1962 bis 1973 Generalintendant am Theater Bremen war. Bis 2002 war der Preis mit 10.000 Deutschen Mark dotiert, seither mit 5.000 Euro. In den Jahren 2005 und 2006 wurde die Finanzierung des Preises durch Zuwendungen der DekaBank gesichert. Seit 2008 stiftet die Bremer Landesbank das Preisgeld.
Verliehen wird der Preis jeweils zum Ende der Spielzeit durch eine neunköpfige Jury, der der Generalintendant des Theater Bremen, vier Vorstandsmitglieder der Bremer Theaterfreunde sowie vier kooptierte Mitglieder, die in der Regel aus dem Bereich des Kulturjournalismus stammen, angehören.

## Preisträger
| Jahr | Laureat                                                            | Kategorie                        | Nationalität       |
| ---- | ------------------------------------------------------------------ | -------------------------------- | ------------------ |
| 1996 | Gabriela Maria Schmeide                                            | Schauspielerin                   | Deutschland        |
| 1997 | Fredrika Brillembourg                                              | Opernsängerin                    | Vereinigte Staaten |
| 1998 | Marat/Sade in der Inszenierung Andrej Worons                       | Regisseur / Schauspielproduktion | Polen              |
| 1999 | Urs Dietrich                                                       | Tänzer und Choreograph           | Schweiz            |
| 2000 | Anika Mauer                                                        | Schauspielerin                   | Deutschland        |
| 2001 | Daniela Sindram                                                    | Opernsängerin                    | Deutschland        |
| 2002 | Jördis Triebel                                                     | Schauspielerin                   | Deutschland        |
| 2003 | Torsten Ranft                                                      | Schauspieler                     | Deutschland        |
| 2004 | Klaus Schumacher und das Kinder- und Jugendtheater Moks            | Regisseur / Theatersparte        | Deutschland        |
| 2005 | Stefan Klingele                                                    | Dirigent                         | Deutschland        |
| 2006 | George Stevens                                                     | Opernsänger                      | Sudafrika          |
| 2007 | Irene Kleinschmidt                                                 | Schauspielerin                   | Deutschland        |
| 2008 | Benjamin Bruns                                                     | Opernsänger                      | Deutschland        |
| 2009 | Sunju Kim                                                          | Tänzerin                         | Korea Sud          |
| 2010 | Nadine Lehner                                                      | Opernsängerin                    | Deutschland        |
| 2011 | Alice Buddeberg                                                    | Regisseurin                      | Deutschland        |
| 2012 | Steffi Lehmann                                                     | Opernsängerin                    | Deutschland        |
| 2013 | Annemaaike Bakker                                                  | Schauspielerin                   | Niederlande        |
| 2014 | Benedikt von Peter und die Musiktheatersparte des Theater Bremen   | Regisseur / Theatersparte        | Deutschland        |
| 2015 | Patrick Zielke                                                     | Opernsänger                      | Deutschland        |
| 2016 | Nadine Geyersbach und Alexander Swoboda                            | Schauspielerin / Schauspieler    | Deutschland        |
| 2017 | Junge Akteure-Team (Nathalie Forstman und Christiane Renziehausen) | Leitungsteam                     |                    |
| 2018 | Alice Meregaglia und der Chor des Theater Bremen                   | Chor                             |                    |
| 2019 | Simon Zigah                                                        | Schauspieler                     |                    |
| 2020 | Alize Zandwijk                                                     | Regisseurin                      |                    |